# Sjette trækning
Sjette trækning er en spillefilm fra 1936 instrueret af George Schnéevoigt efter manuskript af Fleming Lynge, Axel Frische. Blandt de medvirkende kan nævnes:
- Chr. Arhoff
- Olga Svendsen
- Asta Hansen
- Schiøler Linck
- Pouel Kern
- Helga Frier
- Sigurd Langberg
- Erika Voigt

## Handling
Lotterikollektør Blomberg er en lykkelig mand, der lever en rolig, fredfyldt tilværelse sammen med sin datter Karen og sine sommerfugle. Kun en ting mangler han: en kone. Han er lun på spillelærerinden Mortensen og får endelig taget sig sammen til det indledende skridt: at bede hende lære sig at spille. Viktualiehandler Lund er heldig at vinde den store gevinst i Blombergs kollektion, og som tak hjælper Lund Blomberg, selvom han har svært ved at tage imod.